# Le Plus Beau
Pour plus de détails, voir Fiche technique et Distribution.
Le Plus Beau ou Le Plus Dignement (一番美しく, Ichiban utsukushiku) est un film japonais réalisé par Akira Kurosawa, sorti en 1944.

## Synopsis
Le film décrit les efforts de productivité dans une usine de pièces optiques à destination de l'armée japonaise, lors de la Seconde Guerre mondiale ; on suit en particulier un groupe d'ouvrières japonaises solidaires entre elles pour atteindre leur objectif.

## Fiche technique
- Titre  : Le Plus Beau
- Titre français alternatif : Le Plus Dignement[1]
- Titre original : 一番美しく (Ichiban utsukushiku?)
- Réalisation : Akira Kurosawa
- Scénario : Akira Kurosawa
- Production : Motohiko Itō et Jin Usami
- Société de production : Tōhō
- Musique : Seiichi Suzuki
- Photographie : Jōji Ohara
- Décors : Teruaki Abe
- Pays de production :  Empire du Japon
- Langue originale : japonais
- Format : noir et blanc - 1,37:1 - son mono
- Genre : drame
- Durée : 85 minutes[2] (métrage : neuf bobines - 2 324 m[2])
- Date de sortie :
  - Empire du Japon : 13 avril 1944[2]

## Distribution
- Takashi Shimura : chef Goro Ishida
- Shōji Kiyokawa : Soichi Yoshikawa
- Ichirō Sugai : Ken Shinda, chef de section de la main-d'œuvre
- Takako Irie : Noriko Mizushima
- Yōko Yaguchi : Tsuru Watanabe, président des femmes travailleuses
- Sayuri Tanima : Yuriko Tanimura, vice-président des femmes travailleuses
- Sachiko Ozaki : Sachiko Yamazaki